# Barzakh
Barzakh (Arabisch: برزخ) is binnen de islam de term die gebruikt wordt voor de periode tussen iemands dood en zijn wederopstanding op de Dag des oordeels en het verblijf in het akhirah daarna. Het wordt gezien als een soort slaaptoestand. 
Wie als moslim sterft, gehoorzaam aan God, zal in een gezegende toestand zijn, maar wie als een kafir sterft, ongehoorzaam aan God, zal gestraft worden. Om dat te bepalen zouden de engelen Nakir en Munkar de overledene bezoeken in het graf. Zij zullen de overledene vragen wat hij over Mohammed te zeggen heeft. Degene die deze vraag niet naar behoren beantwoordt, zal gestraft worden door met een ijzeren hamer tussen de oren te worden geslagen.
Er is een hadith overgeleverd die beschrijft dat twee mensen worden gestraft in het graf, de een omdat hij op zichzelf plaste, de ander omdat hij vijandschap tussen vrienden zaaide. Andere zonden die volgens de hadith leiden tot bestraffing in het graf zijn onder andere sjirk, Bid'ah, liegen, niet handelen naar de Koran of het reciteren ervan na deze geleerd te hebben, het missen van een gebed door te blijven slapen, het stelen van de oorlogsbuit, uit trots je kleed meeslepen, het hebben van schulden, het stelen van pelgrims en het verwaarlozen van een kat.
De bestraffingen zijn verschillend en hangen samen met de gepleegde zonden. Mohammed vroeg regelmatig aan de Ansaar of zij dromen te bespreken hadden. Bij de besprekingen van deze dromen zijn specifieke details omtrent bestraffingen gegeven.
Soera De Gelovigen 100 zegt hierover: ...En achter hen is een hindernis tot de Dag waarop zij gewekt zullen worden.'
Er is overgeleverd dat Mohammed bij ieder gebed toevlucht zocht bij Allah voor de bestraffing in het graf.
Geleerden verschillen van mening waar de persoon zich bevindt, of lichaam en ziel nog verenigd zouden zijn en of de persoon zich bewust kan zijn van de levenden.
Volgens de islam zal de toestand van barzakh worden opgeheven op de Dag des oordeels, wanneer God de rol op Zich zal nemen van rechter (Qadi), ieders daden wegen en beslissen of het akhirah van eenieder in het paradijs (djenna) of in het hellevuur (djahannam) zal zijn. Er zal een brug over de hel worden gelegd. Afhankelijk van hun daden kunnen mensen door een haak gegrepen worden en in de hel vallen.